# Isola di Szentendre
L'isola di Szentendre, o Isola di Sant'Andrea in italiano, (ungherese: Szentendrei-sziget) è un'isola fluviale che si trova nel Danubio in territorio ungherese. L'isola è lunga circa 31 km con una larghezza massima di 3,8 km, ed è la seconda per dimensioni nel tratto ungherese del Danubio.
L'isola si trova a circa 30 km a nord di Budapest, si forma dalla biforcazione del Danubio all'inizio della sua "ansa", pochi chilometri dopo Visegrád, e prosegue fino alle porte della capitale ungherese.
Sull'isola sono presenti vari centri abitati, fra questi i più importanti sono:
- Kisoroszi;
- Tahitófalu;
- Pócsmegyer;
- Szigetmonostor;
- Horány.

L'isola di Szentendre si trova all'interno del Parco Nazionale del Danubio-Ipoly.
In corrispondenza dell'estremità meridionale dell'isola passa il ponte Megyeri, inaugurato nel 2008.